# Pokrajna
Pokrajna (Bulgaars: Покрайна) is een dorp in het noordwesten van Bulgarije. Het dorp is gelegen in de gemeente Vidin, oblast Vidin. Het dorp ligt 3 km ten noorden van Vidin en 152 kilometer ten noordwesten van Sofia.

## Bevolking
Op 31 december 2020 telde het dorp Pokrajna 1.014 inwoners, een halvering ten opzichte van het maximale aantal van 2.542 personen in 1934.
| Bevolkingsontwikkeling tussen 1934 en 2020          |
| --------------------------------------------------- |
|                                                     |
| Bron: Nationaal Statistisch Instituut van Bulgarije |

In het dorp wonen voornamelijk etnische Bulgaren. In de optionele volkstelling van 2011 identificeerden 1.241 van de 1.272 respondenten zichzelf als etnische Bulgaren, oftewel 97,6%. Het overige deel van de bevolking bestond vooral uit etnische Roma. 
| Etnische samenstelling van de respondenten (2011) | Etnische samenstelling van de respondenten (2011) | Etnische samenstelling van de respondenten (2011) | Etnische samenstelling van de respondenten (2011) | Etnische samenstelling van de respondenten (2011) |
| ------------------------------------------------- | ------------------------------------------------- | ------------------------------------------------- | ------------------------------------------------- | ------------------------------------------------- |
|                                                   |                                                   |                                                   |                                                   |                                                   |
| Bulgaren                                          | Bulgaren                                          |                                                   | 97,6%                                             | 97,6%                                             |
| Turken                                            | Turken                                            |                                                   | 0,0%                                              | 0,0%                                              |
| Roma                                              | Roma                                              |                                                   | 1,9%                                              | 1,9%                                              |
| Anders/Onbekend                                   | Anders/Onbekend                                   |                                                   | 0,5%                                              | 0,5%                                              |